# Scottish Rite Cathedral
La Scottish Rite Cathedral est un temple maçonnique américain situé dans le centre-ville d'Indianapolis, dans l'Indiana. Il est inscrit au registre national des lieux historiques depuis le 6 juin 1983. Il est conçu par  l'architecte George F. Schreiber et construit entre 1927 et 1929 pour un coût de 2,5 millions de dollars. Il appartient à un organisme maçonnique (Masonic bodies), portant le nom de « Vallée d'Indianapolis rite écossais »